# Peter Keller (Musiker)
Peter Keller (* 1970 in Bielefeld) ist ein deutscher Musiker, Gitarrist und Songwriter. Seit 2004 gehört er zur Band von Peter Maffay. Außerdem ist Keller als Produzent für weitere nationale und internationale Künstler tätig wie a-ha, Monrose, Laith Al-Deen und Karat.

## Leben
Peter Keller spielte schon als Schüler seit dem 15. Lebensjahr in verschiedenen Bielefelder Bands, u. a. der Hair-Metal-Band „Prite“ mit Oliver Weers, 1988 in der Punk-Rock-Band „Seltaebs“ mit Jochen Vahle sowie Caverns Best als Beatles Revival Projekt.
1996 ging Keller nach Hamburg für ein Kontaktstudium Popmusik und gewann den John Lennon Talent Award mit seiner Band „Keller“. Später unterrichtete er an der Hamburg School of Music. 1999 gründete er mit Katrin Schröder die Band Wunder, mit der Keller 2004 und 2006 zwei CDs bei Warner veröffentlichte. In dieser Zeit etablierte Keller auch die Zwischengeschoss-Studios. 2015 gründete er mit Tilmann Ilse in Hamburg das Musikproduktionsstudio „Chefrocks“.
2004 lernte er Peter Maffay kennen. Seit dem Album „Laut & leise“ ist Peter Keller Gitarrist in der Peter-Maffay-Band sowie für weitere Projekte wie Tabaluga und arbeitet zudem als Produzent für nationale und internationale Künstler. Laut dem Fachmagazin Gitarre & Bass leitete er personell wie musikalisch einen Generationenwechsel ein: „Seither klingt die Gruppe moderner und vielseitiger denn je.“
2018 gewann er das erste Mal den Echo-Musikpreis als Bester Produzent des Jahres national für das Album MTV Unplugged von Peter Maffay.
2022 und 2023 war er auf Solotour mit seinem Album „Unter demselben Mond“.